# تیم ملی بسکتبال بلغارستان
تیم ملی بسکتبال بلغارستان،نماینده بلغارستان در رقابتهای بین‌المللی است و توسط فدراسیون بسکتبال بلغارستان اداره می شوند.اولین حضور بلغارستان در یک رقابت بین‌المللی در سال ۱۹۳۵در قهرمانی اروپا انجام شد.